# Трьохсвятительська церква (Київ)
Васи́лівська (Трьохсвяти́тельська) це́рква — зруйнована православна церква, збудована на київському Ярославовому «Великому дворі» князем Святославом Всеволодовичем 1183 року. Являла собою чотиристовпний хрестовокупольний храм з фасадами, розчленованими пілястрами з півколонами. Характерна споруда київської архітектурної школи другої половини XII століття. 

## Історія
Побудована 1183 року. Назва храму відсилає до Свята Трьох Святителів.
Реставрована близько 1640 року за сприяння Петра Могили. Король Польщі Владислав IV Ваза грамотою від 7 червня 1640 року надав Києво-Братському монастирю права на церкву. Під час другої реставрації за митрополита Варлаама (Ясинського) отримала бароковий вигляд.
1904 року біля церкви було збудовано дзвіницю.
Закрита згідно з Постановою Президії Київської міської ради від 8 серпня 1934 року під приводом розпаду громади.
Знищена більшовиками у 1935–1936 для будівництва будівлі Раднаркому УРСР, в якій зараз розташоване Міністерство закордонних справ України.

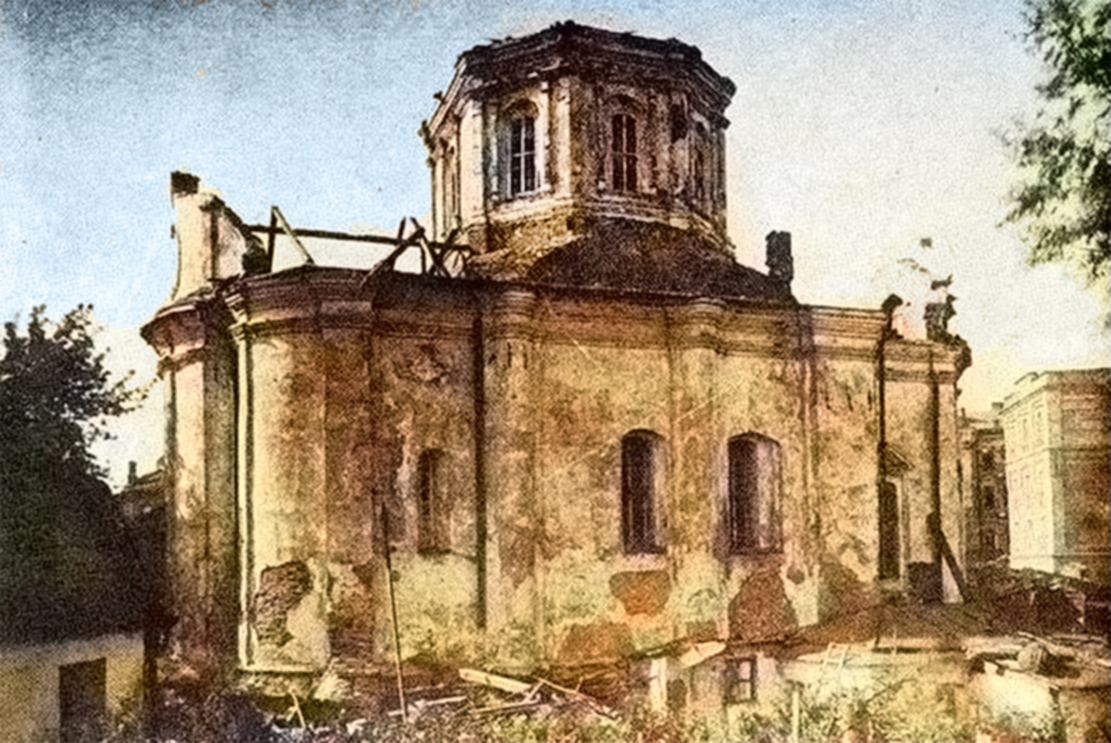
Руїни Трьохсвятительської церкви